# Kondridoaga
Kondridoaga est une commune rurale située dans le département de Yamba de la province du Gourma dans la région de l'Est au Burkina Faso.

## Géographie
Kondridoaga est situé à 5 km au Sud de Yamba, le chef-lieu du département. Le village forme avec Bonga, Tembou et Doaligou un ensemble de localités proches qui partagent des services en commun.

## Santé et éducation
Le centre de soins le plus proche de Kondridoaga est le centre de santé et de promotion sociale (CSPS) de Yamba.